# Ле Кантине (Пиза)
Ле Кантине је насеље у Италији у округу Пиза, региону Тоскана.
Према процени из 2011. у насељу је живело 63 становника. Насеље се налази на надморској висини од 15 м.